# Jerry Greenspan
Gerald Greenspan, detto Jerry (Newark, 22 novembre 1941 – Florham Park, 11 settembre 2019), è stato un cestista statunitense, professionista nella NBA.

## Carriera
Venne selezionato dai Philadelphia 76ers al terzo giro del Draft NBA 1963 (25ª scelta assoluta).